# Taylor Matson
Taylor Matson, född 16 september 1988 i Mound, Minnesota, är en amerikansk professionell ishockeyspelare (forward) som spelar för Tappara.
Säsongen 2022/2023 utsågs han till lagkapten (C) i HV71.